# Saint-Laurent-de-Condel
Saint-Laurent-de-Condel är en kommun i departementet Calvados i regionen Normandie i norra Frankrike. Kommunen ligger i kantonen Bretteville-sur-Laize som ligger i arrondissementet Caen. År 2022 hade Saint-Laurent-de-Condel 510 invånare.

## Befolkningsutveckling
Antalet invånare i kommunen Saint-Laurent-de-Condel
Referens:INSEE